# 総元駅
総元駅（ふさもとえき）は、千葉県夷隅郡大多喜町三又にある、いすみ鉄道いすみ線の駅である。

## 歴史
命名権により、GSKを冠した愛称としている。
- 1933年（昭和8年）8月25日：鉄道省木原線大多喜 - 総元間延伸開業に伴い終着駅として開設、一般駅[3]。
- 1934年（昭和9年）8月26日：木原線が上総中野まで延伸開業し、途中駅となる。
- 1945年（昭和20年）7月頃：下り線レール撤去、棒線駅化。
- 時期不明 - 出札業務は無人駅化まで補充券のみで対応。
- 1969年（昭和44年）9月16日：貨物取扱廃止、旅客駅化。[3]。荷物扱いは新聞紙・雑誌到着に限る[3]。
- 1974年（昭和49年）5月10日：無人駅化[4]。新聞紙・雑誌の荷物営業廃止[3]。
- 1987年（昭和62年）4月1日：国鉄分割民営化に伴い、JR東日本の駅となる[3]。
- 1988年（昭和63年）3月24日：木原線第三セクター鉄道転換に伴い、いすみ鉄道いすみ線の駅となる[3][5]。
- 1992年（平成4年）3月：駅舎建替。

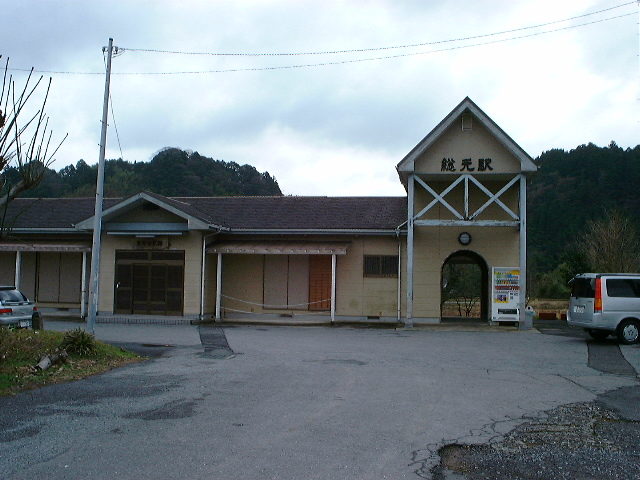
塗装前の駅舎（2002年12月）

## 駅構造
単式ホーム1面1線を有する地上駅である。無人駅。
当駅構内の西畑寄りに不自然にレールが屈曲した箇所があるが、これは開通時の機回し線のポイントの痕跡である。

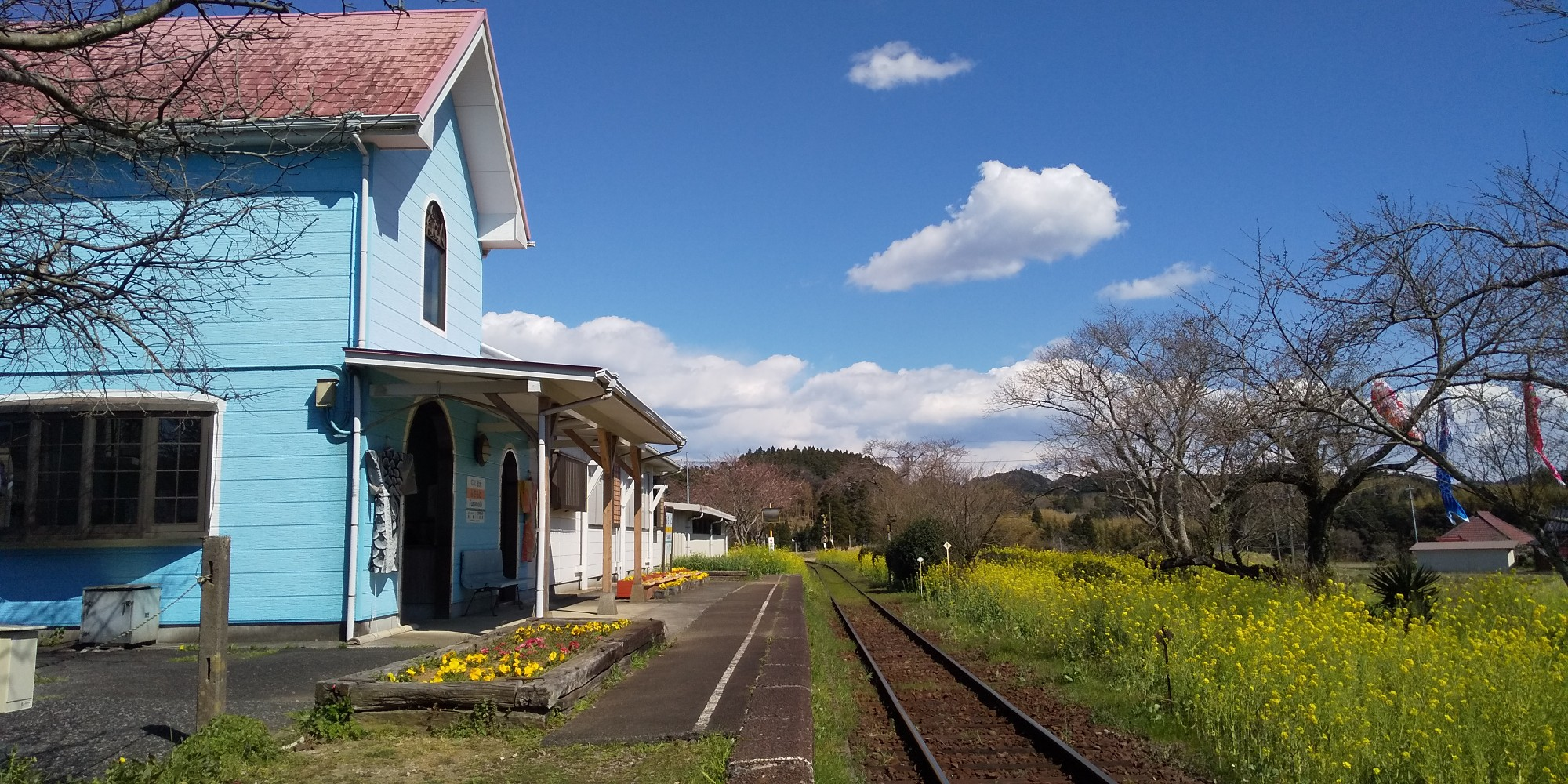
駅ホーム（2020年3月）

## 利用状況
1日平均乗車人員 5人（2018年度）である。
近年の一日平均乗車人員推移は以下の通り。
| 年度   | 一日平均 乗車人員 |
| ------ | ----------------- |
| 2007年 | 40                |
| 2008年 | 36                |
| 2009年 | 33                |
| 2010年 | 25                |
| 2011年 | 21                |
| 2012年 | 18                |
| 2013年 | 13                |
| 2014年 | 10                |
| 2015年 | 7                 |
| 2016年 | 11                |
| 2017年 | 3                 |
| 2018年 | 5                 |

## 駅周辺

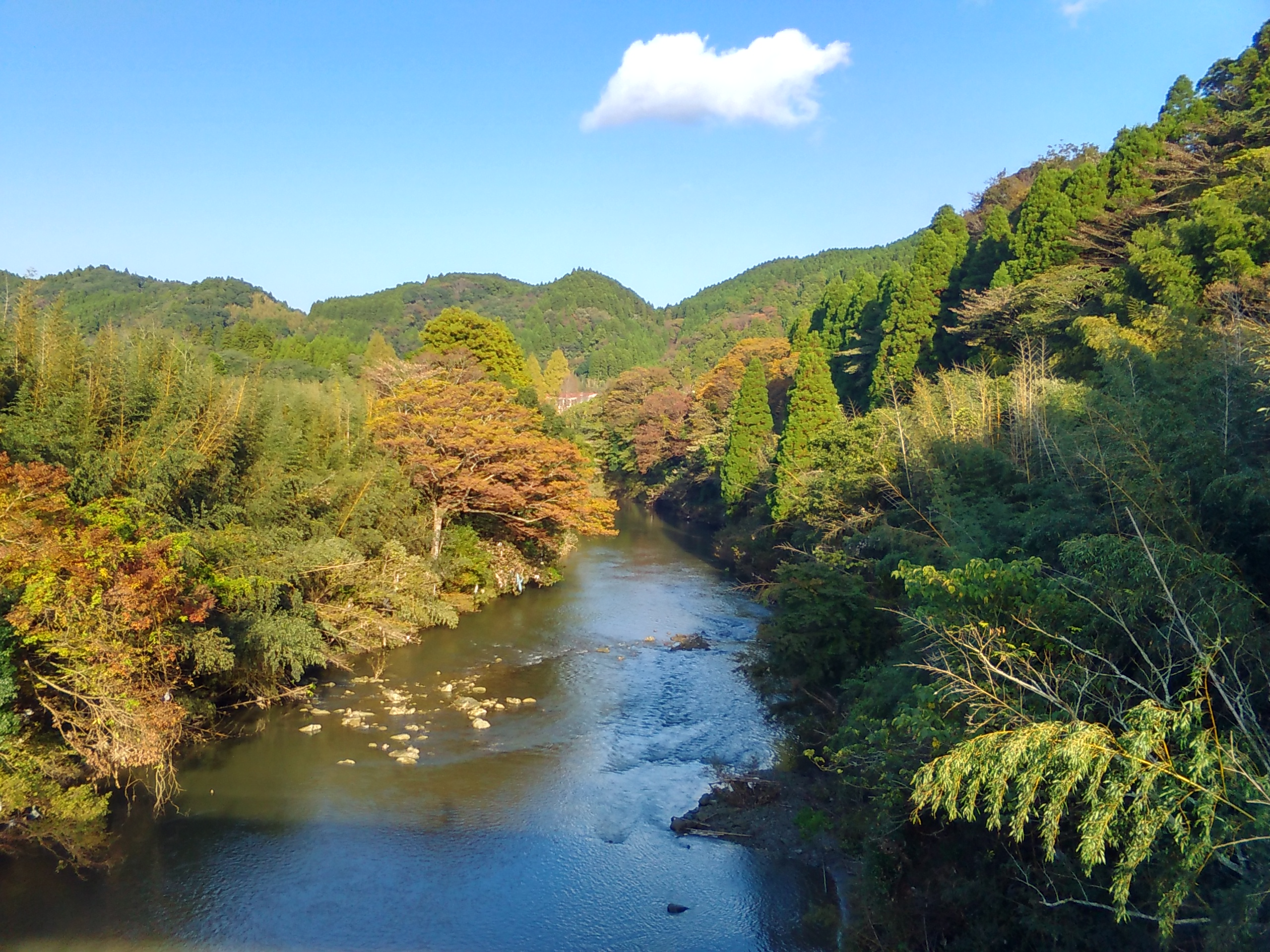
夷隅川（三又・久我原周辺）

駅前広場側は国道465号に面しており、1.2キロメートル東側に国道297号が通る。国道沿いに住宅が点在し、夷隅川や平沢川（夷隅川水系西畑川支流）などの河川が周囲を流れているため、田園地帯が広がる。北側（出入口側）には法塔山（標高140メートル）、高塚山（標高179メートル）、南側（出入口と反対側）には平沢ダム方面に連なる山々に囲まれている。
- 総元簡易郵便局
- JAいすみ大多喜地区購買店舗
- JAいすみ大多喜農機整備工場
- 黒原不動滝
- 渡辺養蜂場
- 関ふるさと農園
- カエム農園
- グリーンファームおおたき戸田オートキャンプ場
- 宇筒原オートキャンプ場

## バス路線
| のりば   | 系統 | 主要経由地                 | 行先       | 運行会社 | 備考     |
| -------- | ---- | -------------------------- | ---------- | -------- | -------- |
| 総元駅前 |      | 西畑小前・中野駅・老川     | 粟又       | 小湊鉄道 | 休日運休 |
| 総元駅前 |      | 西畑小前・中野駅・老川     | 養老渓谷駅 | 小湊鉄道 |          |
| 総元駅前 |      | 三又大橋・東総元・大多喜駅 | 大多喜車庫 | 小湊鉄道 |          |

駅を出て右方向（東方向）約300メートルの地点に「三又大橋」停留所がある。なお、勝浦駅方面のバスはこちらから発着する。
| のりば   | 系統 | 主要経由地             | 行先       | 運行会社 | 備考     |
| -------- | ---- | ---------------------- | ---------- | -------- | -------- |
| 三又大橋 |      | 西畑小前・中野駅・老川 | 粟又       | 小湊鉄道 | 休日運休 |
| 三又大橋 |      | 西畑小前・中野駅・老川 | 養老渓谷駅 | 小湊鉄道 |          |
| 三又大橋 |      | 東総元・大多喜駅       | 大多喜車庫 | 小湊鉄道 |          |
| 三又大橋 |      | 松野坂上・勝浦駅       | 塩田病院   | 小湊鉄道 |          |

## 隣の駅
いすみ鉄道
■いすみ線
久我原駅 - 総元駅 - 西畑駅